# Juliane Bray
Juliane Bray (née le 9 octobre 1975) est une snowbordeuse néo-zélandaise. Elle a représenté la Nouvelle-Zélande aux Jeux olympiques d'hiver de 2006 à Turin en concourant dans les épreuves de snowcross et de half-pipe. Elle a aussi représenté la Nouvelle-Zélande aux Jeux olympiques d'hiver de 2010 à Vancouver où elle a été porte-drapeau de la délégation.

## Palmarès

### Jeux olympiques
| Épreuve / Édition | Turin 2006 | Vancouver 2010 |
| half-pipe         | 16e        | 24e            |
| Snowboardcross    | 20e        | -              |

### Coupe du monde
Elle a obtenu trois podiums en Coupe du monde dont une victoire en boarder-cross à Sapporo en 2001.